# Kunstpreis Europas Zukunft
Der Kunstpreis Europas Zukunft ist ein Preis, der sich von 2003 bis 2008 an junge Künstler aus post-kommunistischen Ländern richtete. Seit 2009 wird er an Künstler des gesamten europäischen Kulturkreises verliehen.

## Geschichte
Die Idee der Vergabe des Kunstpreises Europas Zukunft entstand in den Jahren 2003/2004 vor dem Hintergrund der EU-Erweiterung 2004, im Zuge derer sich zahlreiche Staaten des östlichen Europas der EU anschlossen. In diesen Staaten fand meist ein schneller Übergang in ein anderes politisches und gesellschaftliches System statt, wobei der Bildenden Kunst kaum Raum und Zeit für ihre Entwicklung blieb. In Zusammenarbeit mit der Galerie für Zeitgenössische Kunst in Leipzig entschieden sich die Stifter dafür, im Rahmen der Betrachtung der Rolle der Kunst in Umbruchszeiten, junge Künstler aus den postkommunistischen Ländern Osteuropas finanziell zu unterstützen und ihnen die Möglichkeit zu geben, ihre Arbeiten einem internationalen Publikum präsentieren zu können. Der Kunstpreis Europas Zukunft wurde im Jahre 2003 zunächst auf fünf Jahre ausgelobt. 2009 wurde die Ausrichtung des Preises überarbeitet, sodass seit 2010 die Auslobung des Preises die Grenzen des ehemaligen Ostblocks sowie diese der Europäischen Union überschreitet und er sich auf ein Europa bezieht, das einen gemeinsamen kulturellen und geistigen Raum beschreibt und dessen Grenzen nicht scharf zu ziehen sind.

## Der Preis
Die ersten fünf Preisträger erhielten einen aus Glas gegossenen fünfeckigen Stern des bulgarischen Künstlers Plamen Dejanoff (* 1970 in Sofia, Bulgarien). Die Entscheidung für den fünfeckigen Stern begründete er so: „Für mich hat der Stern eine doppelte Bedeutung. Zum einen ist er ein Symbol für die sozialistische Vergangenheit und zum anderen ein Symbol für die Zukunft, für eine Zukunft ohne Mauern und Teilung zwischen den europäischen Staaten.“ 
Mit der inhaltlichen und geografischen Ausweitung des Kunstpreises 2010 wurde ein neuer Preis geschaffen. Der in Leipzig lebende, aber in unterschiedlichen kulturellen Kontexten aufgewachsene Künstler, Oliver Kossack (* 1967 in Tel Aviv, Israel), entwarf eine Plastik mit dem Namen „Formulator“. Diese bezieht sich metaphorisch und praktisch auf einen „Kleber“, der Verschiedenes verbinden kann. Zwei in Glas gegossene Elemente werden in die Plastik zusammengefügt, die ihren Ausgangspunkt bei Malerstößel und Lupe nehmen und damit sowohl die handwerkliche als auch die konzeptuelle Ebene künstlerischer Arbeit verbinden. Kossack dazu: „‚Formulator‘ verbindet die sowohl futuristische als auch organische Architektur der Skulptur mit Aspekten von Material, Funktion und Werkzeug und fungiert im Sinne der Vermittlung zwischen Idee, Prozess und Werk sowie zwischen Künstler, Sponsor und Vermittler. Aus dem Rohstoff Glas gegossen, von menschlicher Hand ausgeführt, scheint ‚Formulator‘ sowohl den Raum in sich aufzunehmen als auch in ihn hinein zu wirken.“
Für fünf weitere Jahre hat der Künstler Tilo Schulz (* 1971 in Leipzig) die Skulptur für den Kunstpreis Europas Zukunft gestaltet. Zwei schlichte Zylinder aus grauen Irish Limestone sind aufeinander geschraubt. Dazwischen befindet sich eine Scheibe, die eine Fuge erzwingt. In diese Scheibe ist ein lyrischer Text graviert. In den nächsten fünf Jahren erhalten die Preisträger jeweils ein solches Zylinder-Paar. Einzig der Text ändert sich. Die Texte sind Teil des Textzyklus „5 Gedanken über das Miteinander (für eine Skulptur)“, die Schulz für den Kunstpreis geschrieben hat. In den kurzen Texten entwickelt Schulz verschiedene Ideen des Miteinander. Ausgehend von der Skulptur sind Texte entstanden, die Grundstrukturen einer Beziehung, einer Freundschaft und Gesellschaft skizzieren. Die fünf aufeinander aufbauenden Texte verbinden nicht nur die Plastiken miteinander, auch die Preisträger werden über Ländergrenzen hinweg in Beziehung gesetzt.

## Die Jury, das Vergabeverfahren und die Stifter
Eine wechselnde und international besetzte Vorschlagsjury, bestehend aus künstlerischen Leitern, Künstlern und Kunsttheoretikern europäischer künstlerisch- wissenschaftlicher Institute schlägt 13 Kandidaten vor. Diese Künstler und deren Arbeiten werden dann von einer alle fünf Jahre wechselnden siebenköpfigen Jury bewertet und der Preisträger ermittelt. Von 2003 bis 2008 bestand die Jury aus:
- Beatrice von Bismarck (Kunsttheoretikerin, Kuratorin, Professorin Hochschule für Grafik und Buchkunst Leipzig)
- Brigitte Oetker (Kunsthistorikerin, Kuratorin, Berlin)
- Barbara Steiner (Kuratorin, bis 2011 Direktorin der Galerie für Zeitgenössische Kunst Leipzig)
- Kristina Leko (Künstlerin und erste Preisträgerin)
- René Block (Kurator, bis 2006 Direktor der Kunsthalle Fridericianum Kassel)
- Bernd Radestock (bis 2009 Vorsitzender der Leipziger Verlags- und Druckereigesellschaft / LVDG)
- Matthias Brühl (Preisstifter)

Von 2009 bis 2013 bestand die Jury aus:
- Dietmar Schulz (Preisstifter)
- Matthias Brühl (Preisstifter)
- Barbara Steiner / seit 2012 Franciska Zólyom, Direktorin der Galerie für Zeitgenössische Kunst, Leipzig
- Andreas Spiegl (Akademie der bildenden Künste, Autor und Kurator, Wien)
- Matthias Wagner K (Direktor des Museum Angewandte Kunst, Frankfurt am Main)
- Elke aus dem Moore (Leiterin Abteilung Kunst des Instituts für Auslandsbeziehungen, Stuttgart)
- Ilina Koralova (Kuratorin, Leipzig)

Von 2014 bis 2019 bestand die Jury aus:
- Clemens von Wedemeyer, Künstler, Professor für Medienkunst an der Hochschule für Grafik und Buchkunst Leipzig (HGB)
- Axel Wieder, Direktor Bergen Kunsthall
- Franciska Zólyom, Direktorin der Galerie für Zeitgenössische Kunst Leipzig
- Ilina Koralova, Kuratorin, Leiterin der „EUROPAS ZUKUNFT Gesellschaft zeitgenössischer Kunst gUG“
- Matthias Brühl, Preisstifter

Die Jury seit 2020:
- Noor Mertens, Kuratorin, Direktorin des Kunstmuseums Bochum
- Marius Babias, Kunstkritiker, Autor, Direktor des Neuen Berliner Kunstvereins
- Franciska Zólyom, Direktorin der Galerie für Zeitgenössische Kunst Leipzig
- Ilina Koralova, Kuratorin, Leiterin der „EUROPAS ZUKUNFT Gesellschaft zeitgenössischer Kunst“
- Matthias Brühl, Preisstifter

Stifter des Preises bis einschließlich 2019 waren die in der IT-Branche tätigen Unternehmer Dietmar Schulz (Geschäftsführer der alpha 2000 GmbH) und Matthias Brühl. Ihr Engagement begründet Dietmar Schulz so: „Wir sind beide in der DDR aufgewachsen und haben den Übergang in ein anderes System und die damit verbundenen Transformationen erlebt…Wir haben erlebt, was ein Land ohne Grenzen bedeutet und wie sich die Zukunft verändern kann…Im Wissen um die Schwierigkeiten eines Neuanfangs möchten wir etwas von unserem Erfolg verwenden, Kunst, die zunächst nicht im Vordergrund steht, eine gewisse Sichtbarkeit zu verleihen.“ 
Seit 2020 ist EUROPAS ZUKUNFT Gesellschaft zeitgenössischer Kunst gUG (www.ezgz.org) Träger des Kunstpreises. Der Preis wird weiterhin in Zusammenarbeit mit der Galerie für Zeitgenössische Kunst Leipzig ausgelobt und verliehen.

## Die Preisträger
- 2004: Kristina Leko (geb. 1966 in Zagreb/Kroatien)[2]
- 2005: Rafal Bujnowski (geb. 1974 in Krakau/Polen)[3]
- 2006: Jakub Ferri (geb. 1981 in Priština/Kosovo)[3]
- 2007: Ioana Nemeş (geb. 1979 in Bukarest/Rumänien)[3]
- 2008: Kamen Stoyanov (geb. 1977 in Russe/Bulgarien)[3]
- 2010: Ahmet Ögüt (geb. 1981 in Diyarbakır/Türkei)[3]
- 2011: Christodoulos Panayiotou (geb. 1978 in Limassol/Zypern)[3]
- 2012: Iris Touliatou (geb. 1981 in Athen/Griechenland)[3]
- 2013: Lala Raščić (geb. 1977 in Sarajewo/Bosnien und Herzegowina)[3]
- 2014: Taus Makhacheva (geb. 1983 in Moskau/Russland)[3]
- 2015: Anna Witt (geb. 1981 in Wasserburg am Inn)[3]
- 2016: Leon Kahane (geb. 1985 in Berlin)[3][4]
- 2017: Eric Baudelaire (geb. 1973 in Salt Lake-City/USA, lebt in Paris)
- 2018: Alex Martinis Roe (geb. 1982 in Melbourne/Australien, lebt in Berlin)
- 2020: Filipa César (geb. 1975 in Porto/Portugal)
- 2022: Tarek Atoui (geb. 1980 in Beirut)